# Dicrurus bracteatus
El drongo escamoso o drongo de lentejuelas (Dicrurus bracteatus) es una especie de ave paseriforme de la familia Dicruridae.

## Distribución y hábitat
Es el único miembro de la familia Dicruridae que se encuentra en Australia. Además, se distribuye por las Molucas, Nueva Guinea, las islas Salomón y otras islas próximas.

## Subespecies
Se reconocen las siguientes 11 subespecies:
- D. b. amboinensis Gray, GR, 1861 - Ceram, Ambon, Haruku y Saparua (sur de Molucas)
- D. b. buruensis Hartert, 1919 - Buru (sudoeste de Molucas)
- D. b. morotensis Vaurie, 1946 - Morotai (norte de Molucas)
- D. b. atrocaeruleus Gray, GR, 1861 - Halmahera y Bacan (norte de Molucas) e islas Raja Ampat
- D. b. carbonarius Bonaparte, 1850 - Nueva Guinea, islas Aru, el archipiélago de las Luisiadas y las islas d’Entrecasteaux
- D. b. baileyi Mathews, 1912 - norte de Australia e isla Melville
- D. b. atrabectus Schodde & Mason, 1999 - noreste de Australia e islas adyacentes del estrecho de Torres
- D. b. bracteatus Gould, 1843 - este de Australia
- D. b. laemostictus Sclater, PL, 1877 - Nueva Bretaña (archipiélago Bismarck)
- D. b. meeki Rothschild & Hartert, 1903 - Guadalcanal (Islas Salomón)
- D. b. longirostris Ramsay, EP, 1882 - Isla de San Cristóbal (Islas Salomón)